# ارنو گلدفینگر

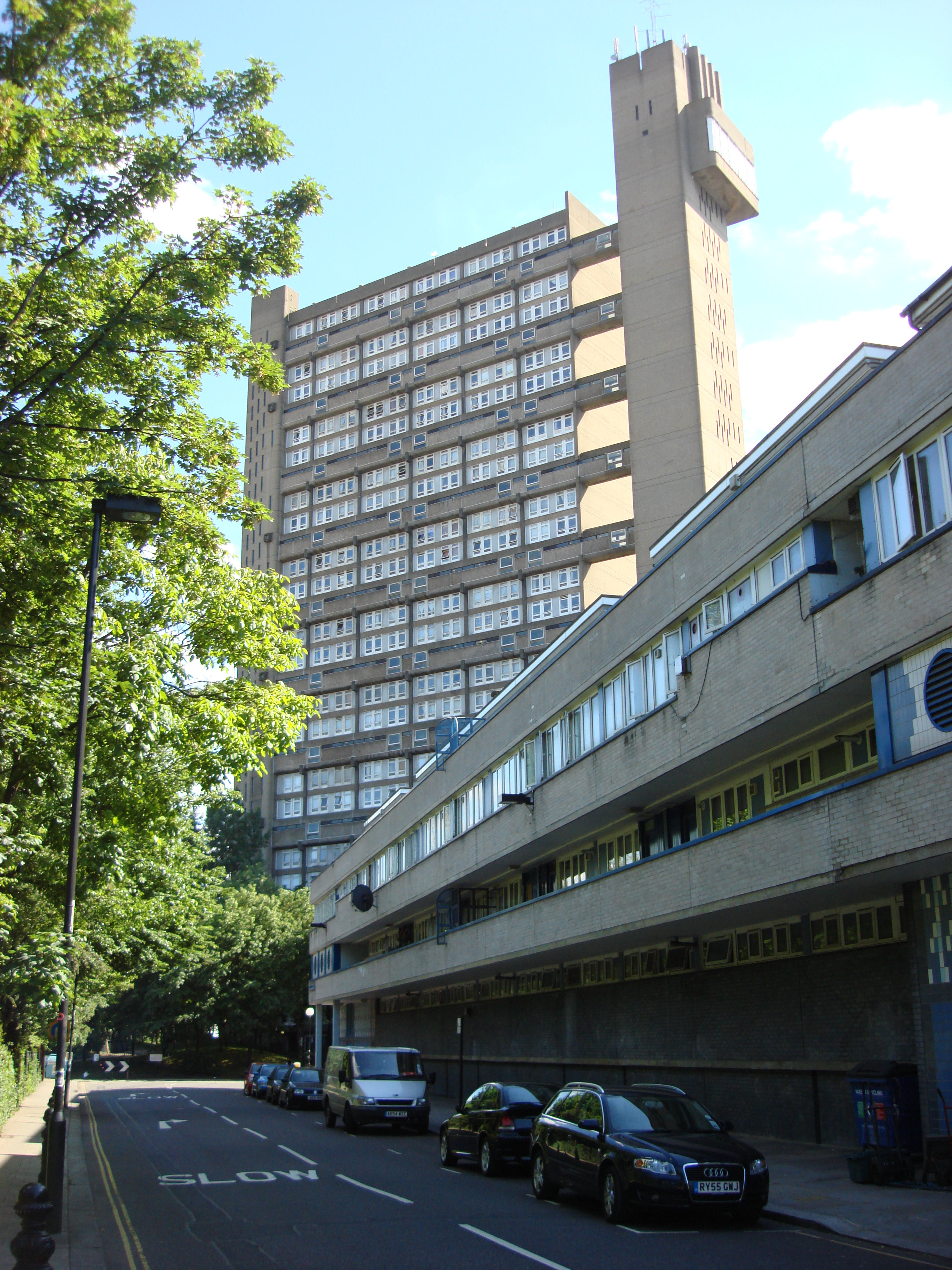
نمونه‌ای از معماری گلدفینگر

ارنو گلدفینگر (انگلیسی: Ernő Goldfinger; ۱۱ سپتامبر ۱۹۰۲ – ۱۵ نوامبر ۱۹۸۷) معمار اهل بریتانیا بود.